# Titan (stacja metra)
Titan – stacja metra w Bukareszcie, na linii M1. Stacja została otwarta w 1981.